# Sujata Bhatt
Sujata Bhatt, född 6 maj 1956 i Ahmedabad, är en indisk poet.